# Christian Blunck
Christian Blunck, född den 28 juni 1968 i Hamburg, Tyskland, är en tysk landhockeyspelare.
Han tog OS-guld i herrarnas landhockeyturnering i samband med de olympiska landhockeytävlingarna 1992 i Barcelona.